# Pkgsrc
pkgsrc (package source) ist eine Paketverwaltung für UNIX-artige Betriebssysteme. Es ist die Standardpaketverwaltung für NetBSD, SmartOS und Minix.
Im Gegensatz zu vielen anderen Paketverwaltungen läuft es auf beinahe allen UNIX-artigen Betriebssystemen, ist nicht auf ein bestimmtes Verzeichnis – z. B. /usr – festgelegt und kann auch von Benutzern installiert werden, die nicht über Systemadministratorrechte verfügen.
Die bevorzugte Installationsmethode bei pkgsrc ist das Kompilieren aus dem Quelltext der Pakete, es gibt jedoch auch vorgefertigte Binärpakete für einige Betriebssysteme, insbesondere NetBSD.
pkgsrc ist quelloffen unter BSD-Lizenz veröffentlicht.

## Benutzung

### Binärpakete
pkgsrc stellt ein paar Befehle bereit, mit denen Binärpakete installiert (pkg_add), aktualisiert und wieder aus dem System entfernt werden können (pkg_delete). Die Binärpakete für NetBSD sind auf dem FTP-Server des NetBSD-Projekts verfügbar.
Die Benutzung der Binärpakete hat den Nachteil, dass nicht alle Programme aus dem pkgsrc-Verzeichnis (siehe Weblinks) zur Verfügung stehen. Insbesondere fehlen Pakete, deren Weiterverteilung nicht erlaubt ist. Ein weiterer Nachteil ist, dass mit der Zeit die Binärpakete an Aktualität verlieren.
Am Ende eines jeden Quartals wird von pkgsrc ein „stabiler“ Zweig angelegt. Die Pakete in diesem Zweig werden nur aktualisiert, wenn Sicherheitslücken behoben werden. Außerdem werden von diesen Zweigen für einige der von NetBSD unterstützten Plattformen Binärpakete erzeugt. Im „Entwicklungszweig“ sind Aktualisierungen häufiger, dafür fließen hier regelmäßig experimentelle Neuerungen ein, sodass es sein kann, dass einige Pakete sich nicht installieren lassen.

### Aus den Quellen
Wenn es für eine Plattform keine Binärpakete gibt, bleibt nur die Möglichkeit, die Pakete selbst aus den Quellen zu bauen. Darüber hinaus gibt es für viele Pakete zusätzliche Optionen, die schon zum Zeitpunkt des Kompilierens feststehen müssen. Ein anderer Grund, pkgsrc aus den Quellen zu installieren, ist, dass sehr viele Pakete auch von „normalen“ Benutzern installiert werden können, also keine Systemadministratorrechte erfordern. Für solche Konfigurationen werden generell keine Binärpakete bereitgestellt, da das Verzeichnis, in dem die Pakete installiert werden, oft individuell gewählt wird. Im Wip-Zweig (Work-In-Progress) werden nichtoffizielle Packages von Entwicklern gepflegt und können gemeinsam mit den regulären genutzt werden, ähnlich dem Portstree.

## Releasezyklus
Alle drei Monate veröffentlichen die pkgsrc-Entwickler eine neue Version. Diese wird nach dem aktuellen Jahr und Quartal benannt – z. B. pkgsrc-2015Q2. In einer zweiwöchigen „Freeze-Periode“ vor dem Release liegt der Entwicklungsfokus auf Stabilität.
Sicherheitsupdates werden in die jeweils letzte Version zurückportiert.